# Atylotus cryptotaxis
Atylotus cryptotaxis är en tvåvingeart som beskrevs av Burton 1978. Atylotus cryptotaxis ingår i släktet Atylotus och familjen bromsar.
Artens utbredningsområde är Thailand. Inga underarter finns listade i Catalogue of Life.